# Hyperacmus crassicornis
Hyperacmus crassicornis là một loài tò vò trong họ Ichneumonidae.